# فرناندو پتناستر
فرناندو پتناستر (به اسپانیایی: Fernando Paternoster)؛ (۲۴ مهٔ ۱۹۰۳ – ۶ ژوئن ۱۹۶۷) یک بازیکن فوتبال اهل آرژانتین بود.

## تیم ملی
وی همچنین در تیم ملی فوتبال آرژانتین بازی کرده است.